# Daniyar Shamshayev
Daniyar Shamshayev (13 de agosto de 2001) é um judoca cazaque. Competiu nos Jogos Olímpicos de Verão de 2024 em Paris. Foi eliminado na primeira fase pelo uzbeque Murodjon Yuldoshev.
Em 2018 conquistou o ouro na Taça da Europa de Cadetes em Antalya. Em 2018, ocupou o primeiro lugar no Ranking Mundial da IJF para cadetes U60kg. As suas conquistas continuaram com uma medalha de prata na Taça da Europa de Juniores em Praga, em 2021, e o título asiático em 2022. Em 2023, acrescentou um bronze nos eventos Grand Slam de Paris e Astana.